# Joseph John Thomson
Sir Joseph John "J.J." Thomson (18 tháng 12 năm 1856 - 30 tháng 8 năm 1940) là nhà vật lý người Anh, người đã có công phát hiện ra điện tử (electron) và chất đồng vị đồng thời phát minh ra phương pháp phổ khối lượng. Ông được trao giải thưởng Nobel vật lý năm 1906 cho công trình khám phá ra điện tử.

## Cuộc đời
J.J. Thomson sinh 1856 tại đồi Cheetham, Manchester, Anh trong một gia đình gốc Scotland. Năm 1870, ông học kỹ sư tại trường Đại học Manchester (được biết đến là Cao đẳng Owens thời đó), sau đó Thomson chuyển tới học ở trường Cao đẳng Trinity, Cambridge năm 1876. Năm 1880 ông giành được bằng cử nhân toán và tới năm 1883 thì giành được bằng thạc sĩ. Năm 1884, Thomson trở thành giáo sư vật lý tại đại học Cambridge. Một trong những học trò nổi tiếng của ông là Ernest Rutherford. Năm 1890, Thomson kết hôn với Rose Elisabeth Paget, con gái của Sir George Edward Paget, giáo sư vật lý của đại học Cambridge. Ông có hai người con với Paget là George Paget Thomson và Joan Paget Thomson. Một trong những thành tựu lớn nhất của Thomson cho khoa học hiện đại chính là tài năng giảng dạy thiên tài của ông, bảy người trợ lý nghiên cứu của ông cũng như con trai ông đều giành được giải Nobel vật lý. Con trai của J.J. Thomson là George Paget Thomson giành giải Nobel vật lý năm 1937 vì đã phát hiện ra tính chất của sóng điện tử.
J.J. Thomson được phong tước hiệp sĩ năm 1908 và nhận huân chương danh dự năm 1912. Năm 1914, ông có một bài thuyết trình Romanes tại Đại học Oxford về thuyết nguyên tử. Năm 1918, ông trở thành hiệu trưởng trường cao đẳng Trinity, Cambridge, ông giữ chức vụ này cho tới lúc mất. Ông cũng từng được bầu làm viện sĩ Xã hội Hoàng gia ngày 12 tháng 6 năm 1884 và trở thành chủ tịch của hội từ 1916 tới 1920. Thomson qua đời ngày 30 tháng 8 năm 1940 và được chôn tại thánh đường Westminster cạnh Sir Isaac Newton.

## Tìm ra electron
Năm 1897, Thomson khi nghiên cứu hiện tượng phóng điện trong chân không đã phát hiện ra tia âm cực, mà bản chất là chùm các hạt nhỏ bé mang điện tích âm, gọi là các electron.
Thomson cho phóng điện với hiệu điện thế 15 000 vôn qua hai điện cực gắn vào đầu một ống kín đã rút gần hết không khí (áp suất chỉ còn 0,001 mmHg) thì thấy màn huỳnh quang trong ống thủy tinh phát sáng. Màn huỳnh quang phát sáng do sự xuất hiện các tia không nhìn thấy được đi từ cực âm đến cực dương. Tia này được gọi là tia âm cực, tia âm cực bị lệch về phía cực dương khi đặt ống thủy tinh trong một điện trường. Tia âm cực là chùm hạt mang điện tích âm và mỗi hạt đều có khối lượng gọi là electron, kí hiệu là e.